# Urville (Calvados)
Urville és un municipi francès situat al departament de Calvados i a la regió de Normandia. L'any 2007 tenia 457 habitants.

## Demografia

### Població
El 2007 la població de fet d'Urville era de 457 persones. Hi havia 184 famílies de les quals 40 eren unipersonals (20 homes vivint sols i 20 dones vivint soles), 80 parelles sense fills, 60 parelles amb fills i 4 famílies monoparentals amb fills.
La població ha evolucionat segons el següent gràfic:
Habitants censats

### Habitatges
El 2007 hi havia 194 habitatges, 181 eren l'habitatge principal de la família, 1 era una segona residència i 12 estaven desocupats. 188 eren cases i 6 eren apartaments. Dels 181 habitatges principals, 148 estaven ocupats pels seus propietaris, 30 estaven llogats i ocupats pels llogaters i 3 estaven cedits a títol gratuït; 1 tenia una cambra, 5 en tenien dues, 21 en tenien tres, 50 en tenien quatre i 104 en tenien cinc o més. 128 habitatges disposaven pel capbaix d'una plaça de pàrquing. A 69 habitatges hi havia un automòbil i a 89 n'hi havia dos o més.

### Piràmide de població
La piràmide de població per edats i sexe el 2009 era:
| Homes | Edats   | Dones |
| ----- | ------- | ----- |
| 0     | 95 o +  | 0     |
| 0     | 90 a 94 | 4     |
| 0     | 85 a 89 | 4     |
| 0     | 80 a 84 | 0     |
| 4     | 75 a 79 | 4     |
| 12    | 70 a 74 | 8     |
| 16    | 65 a 69 | 12    |
| 0     | 60 a 64 | 12    |
| 12    | 55 a 59 | 8     |
| 36    | 50 a 54 | 32    |
| 32    | 45 a 49 | 32    |
| 4     | 40 a 44 | 4     |
| 16    | 35 a 39 | 16    |
| 12    | 30 a 34 | 16    |
| 16    | 25 a 29 | 8     |
| 24    | 20 a 24 | 20    |
| 16    | 15 a 19 | 28    |
| 8     | 10 a 14 | 8     |
| 12    | 5 a 9   | 12    |
| 24    | 0 a 4   | 8     |

## Economia
El 2007 la població en edat de treballar era de 308 persones, 216 eren actives i 92 eren inactives. De les 216 persones actives 197 estaven ocupades (104 homes i 93 dones) i 19 estaven aturades (8 homes i 11 dones). De les 92 persones inactives 36 estaven jubilades, 27 estaven estudiant i 29 estaven classificades com a «altres inactius».

### Ingressos
El 2009 a Urville hi havia 180 unitats fiscals que integraven 456 persones, la mediana anual d'ingressos fiscals per persona era de 18.789 €.

### Activitats econòmiques
Dels 20 establiments que hi havia el 2007, 3 eren d'empreses extractives, 9 d'empreses de construcció, 3 d'empreses de comerç i reparació d'automòbils, 1 d'una empresa de transport, 1 d'una empresa d'hostatgeria i restauració, 1 d'una empresa immobiliària, 1 d'una empresa de serveis i 1 d'una empresa classificada com a «altres activitats de serveis».
Dels 8 establiments de servei als particulars que hi havia el 2009, 2 eren guixaires pintors, 1 fusteria, 4 lampisteries i 1 restaurant.
L'únic establiment comercial que hi havia el 2009 era una carnisseria.
L'any 2000 a Urville hi havia 3 explotacions agrícoles que ocupaven un total de 117 hectàrees.

## Equipaments sanitaris i escolars
El 2009 hi havia 1 escola elemental i 1 escola elemental integrada dins d'un grup escolar amb les comunes properes formant una escola dispersa.

## Poblacions més properes
El següent diagrama mostra les poblacions més properes.